# الیکایی خالدار
الیکایی خالدار (نام علمی: Campylorhynchus gularis) نام یک گونه از سرده خمیده‌منقارها است.